# Kurityán, Borsod-Abaúj-Zemplén
Kurityán este un sat în districtul Kazincbarcika, județul Borsod-Abaúj-Zemplén, Ungaria, având o populație de 1.678 de locuitori (2011). 

## Demografie
Componența etnică a satului Kurityán
     Maghiari (91,56%)
     Romi (7,05%)
     Necunoscut (0,44%)
     Alții (0,94%)
Componența confesională a satului Kurityán
     Fără religie (31,23%)
     Romano-catolici (24,55%)
     Reformați (18,3%)
     Luterani (2,62%)
     Greco-catolici (2,03%)
     Necunoscută (20,56%)
     Atei (0,72%)
     Alte religii (1,85%)
Conform recensământului din 2011, satul Kurityán avea 1.678 de locuitori. Din punct de vedere etnic, majoritatea locuitorilor (91,56%) erau maghiari, cu o minoritate de romi (7,05%). Apartenența etnică nu este cunoscută în cazul a 0,44% din locuitori. Nu există o religie majoritară, locuitorii fiind persoane fără religie (31,23%), romano-catolici (24,55%), reformați (18,3%), luterani (2,62%) și greco-catolici (2,03%). Pentru 20,56% din locuitori nu este cunoscută apartenența confesională.